# Филипп (сын Агафокла)
Филипп (др.-греч. Φίλιππος; IV век до н. э.) — македонский аристократ, участник походов Александра Македонского.
Филипп родился около 350 года до н. э. в семье Агафокла, который был одним из приближённых македонского царя Филиппа II. В античных источниках есть информация ещё о трёх сыновьях Агафокла и, соответственно, братьях Филиппа — Алкимахе, Лисимахе и Автодике
Предположительно, Филипп во время поода Александра Македонского состоял в числе царских гипаспистов. Квинт Курций Руф писал, что во время похода в Согдиану 328 года до н. э. в полном вооружении бежал за царём, хотя его брат Лисисмах предлагал лошадь. В одном лесу, когда остальная свита отстала, Александр опал в засаду варваров. Филипп храбро защищал Александра до прибытия основных сил. После боя Филипп умер на руках царя.